# MAD2L2
MAD2L2‏ (Mitotic arrest deficient 2 like 2) هوَ بروتين يُشَفر بواسطة جين MAD2L2 في الإنسان.